# 17. stoletje v francoski umetnosti
Francoska umetnost 17. stoletja se na splošno imenuje barok, vendar od sredine do poznega 17. stoletja slog francoske umetnosti kaže klasično spoštovanje določenih pravil sorazmerja in treznosti, ki ni značilna za barok, saj se je izvajal v večini ostalo Evropo v istem obdobju.

## Slog Ludvika XIII.
V začetku 17. stoletja so na dvoru Marijo Medičejsko in Ludvika XIII. še naprej cvetele poznomanieristične in zgodnjebaročne težnje. Umetnost iz tega obdobja kaže vplive tako s severa Evrope (nizozemske in flamske šole) kot rimskih slikarjev protireformacije. Umetniki v Franciji so pogosto razpravljali o prednostih med Petrom Paulom Rubensom (flamski barok, razkošne linije in barve) in Nicolasom Poussinom (racionalni nadzor, razmerje, rimski klasicizem).
Obstajala je tudi močna Caravaggiova šola, ki so jo v tem obdobju predstavljale slike Georgesa de La Toura, osvetljene s svečami. Reveži in ubogi so na skoraj nizozemski način prikazani na slikah treh bratov Le Nain. Na slikah Philippa de Champaigneja so tako propagandni portreti ministra Ludvika XIII., kardinala Richelieuja, kot drugi bolj kontemplativni portreti ljudi v janzenistični sekti.

## Stanovanjska arhitektura
Vendar pa pod Ludvikom XIV. barok, kot so ga izvajali v Italiji, ni bil po francoskem okusu (Berninijev slavni predlog za preoblikovanje Louvra je Ludvik XIV. zavrnil.) Ludvik XIV. je s propagando, vojnami in velikimi arhitekturnimi deli sprožil obsežen program, zasnovan za poveličevanje Francije in njegovega imena. Versajsko palačo, sprva majhno lovsko kočo, ki jo je zgradil njegov oče, je Ludvik XIV. spremenil v čudovito palačo za praznnovanja in zabave. Arhitekt Louis Le Vau, slikar in oblikovalec Charles Le Brun in krajinski arhitekt André Le Nôtre so ustvarili čudeže: fontane so plesale; tavajoči veseljaki so v vrtovih odkrili skrite jame.
Začetni zagon za to preobrazbo Versaillesa je na splošno povezan z zasebnim dvorcem Vaux-le-Vicomte, zgrajenim za finančnega ministra Ludvika XIV. Nicolasa Fouqueta. Potem ko je leta 1661 v pravkar zgrajeni rezidenci kralju ponudil razkošen festival (Le Brun, Le Vau, Le Nôtre, pesnik La Fontaine, dramatik Molière so bili vsi pod Fouquetovim pokroviteljstvom), je bil minister obtožen poneverbe sredstev in je bil obsojen na dosmrtno ječo. Vsi arhitekti in umetniki pod njegovim pokroviteljstvom so bili vključeni v Versailles.

## Dvor Ludvika XIV.
V tem obdobju je Ludvikov minister Jean-Baptiste Colbert vzpostavil kraljevi nadzor nad obrtno proizvodnjo v Franciji; odslej Francija ne bi več kupovala luksuznega blaga iz tujine, ampak bi sama postavljala standarde kakovosti. Ta nadzor je bil viden tudi v ustanovitvi Aakademije za slikarstvo in kiparstvo, ki je ohranila hierarhijo žanrov v slikarstvu (»najplemenitejša« je bila po Andréju Félibienu leta 1667 zgodovinsko slikarstvo), močno uporabo slikovne retorike in strog občutek za pristojnost v temi.
Oprema in oblikovanje notranjosti iz tega obdobja se imenujejo »slog Ludvika XIV.«; slog zaznamujejo težki rdeči in zlati brokati, debelo pozlačeni mavčni profili, velike izklesane kredence in težko marmoriranje.
Leta 1682 je bil Versailles spremenjen v uradno rezidenco kralja; sčasoma je bila zgrajena Dvorana ogledal; drugi manjši dvorci, kot je Grand Trianon, so bili zgrajeni na podlagi, in nastal je ogromen kanal z gondolami in gondoljerji iz Benetk.
S svojimi vojnami in slavo Versaillesa je Ludvik do neke mere postal razsodnik okusa in moči v Evropi, njegov dvorec in bonton v Versaillesu pa so kopirali drugi evropski dvori. Toda težke vojne ob koncu njegove dolge vladavine in verski problemi, ki jih je povzročil preklic Fontainebleaujskega edikta, so njegova zadnja leta naredila temna.